# Naomi Watts
Naomi Ellen Watts (sinh ngày 28 tháng 9 năm 1968) là một nữ diễn viên người Anh. Cô bắt đầu sự nghiệp tại Úc với các vai diễn trong các series phim truyền hình "Hey Dad..!" (1990), "Brides of Christ" (1991), "E Street" (1991), "Home and Away" (1991). Bộ phim đầu tiên cô tham gia là "For Love Alone" (1986), sau đó cô tham gia diễn xuất trong một số phim hạng B như "Children of the Corn IV: The Gathering" (1996) và một số phim truyền hình khác.
Naomi có bước tiến quan trọng trong sự nghiệp của mình khi tham gia vai diễn trong phim Mulholland Drive (2001) của đạo diễn David Lynch - bộ phim được giới phê bình đánh giá cao, giúp cô được công nhận là một ngôi sao mới của Hollywood và đem về nhiều giải thưởng điện ảnh, sau đó cô tiếp tục tham gia diễn xuất trong các bộ phim thu được nhiều thành công như The Ring (2002), 21 Grams (2003), King Kong (2005)..., cô được đề cử giải Oscar vào năm 2004 với phim 21 Grams và nhận được nhiều giải thưởng điện ảnh khác.

## Tiểu sử
Naomi Watts sinh ra tại Shoreham, Kent, nước Anh. Mẹ cô là Myfanwy Edwards - một nhà thiết kế thời trang, cha là Peter Watts - một chuyên viên âm thanh làm việc cho ban nhạc Pink Floyd. Cha mẹ cô ly dị năm cô 4 tuổi và cha cô mất năm 1976. Sau đó, cô cùng mẹ và anh trai chuyển tới Llanfawr Farm, trên đảo Anglesey ở North Wales sống cùng ông bà ngoại. Trong thời gian này cô học tập tại trường "Welsh language" và trường "Ysgol Gyfun Llangefni".
Watts muốn trở thành một nữ diễn viên sau khi cô xem bộ phim "Fame" (1980). Năm 1982, Watts chuyển đến Úc cùng với mẹ và anh trai khi cô 14 tuổi, bà của Watts là một người Úc nên cả gia đình cô dễ dàng có được giấy tờ để nhập cư và được công nhận là công dân Úc. Watts được mẹ cô dạy về diễn xuất, cô cũng tham gia thử giọng cho quảng cáo truyền hình.
Ở Sydney, Watts đã theo học trường "Mosman High School" và trường "North Sydney Girls' High School", cô đã gặp Nicole Kidman và 2 người trở thành bạn thân. Năm 1986, cô dừng việc học tập ở trường và tới Nhật để làm người mẫu nhưng công việc này không thành công như mong đợi, cô lại trở về Sydney làm việc cho một cửa hàng bách hóa. Lời mời tham gia vào một hội thảo phim truyền hình đã khơi gợi lại niềm đam mê với nghệ thuật diễn xuất của cô và ngay sau đó, cô đã từ bỏ công việc hiện tại và nỗ lực để trở thành diễn viên.
Naomi Watts vẫn coi bản thân mình là công dân của cả hai nước Anh và Úc, cô nói: "Tôi vẫn coi mình là một người Anh và đã có những ký ức thật tuyệt vời ở nước Anh. Tôi đã sống ở Anh 14 năm và chưa bao giờ muốn rời bỏ. Khi đã ở Úc, tôi vẫn thường xuyên quay lại nước Anh". Cô cũng thể hiện mình là 1 công dân của nước Úc: "Bản thân tôi cũng là 1 người Úc và có mối liên kết chặt chẽ với nước Úc, khi có ai đó hỏi nhà tôi ở đâu, tôi sẽ nói là Australia, bởi vì ở đó chứa những kỷ niệm sâu sắc nhất của tôi".

## Sự nghiệp điện ảnh

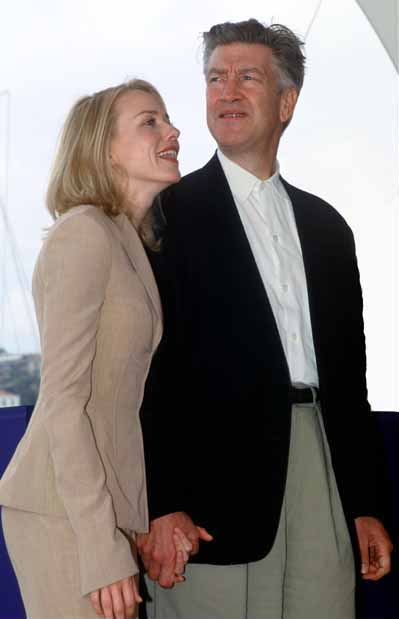
Naomi và đạo diễn David Lynch tại liên hoan phim Cannes, 2001.

### Khởi nghiệp 1986–2000
Sự nghiệp của Watts bắt đầu trên các kênh truyền hình Australia, cô tham gia những đoạn quảng cáo ngắn, bộ phim đầu tiên cô tham gia là "For Love Alone" năm 1986. Năm 1991, Watts tham gia một vai phụ trong bộ phim rất thành công do Úc và Ấn Độ hợp tác sản xuất "Flirting", đóng chung với những ngôi sao hứa hẹn sẽ thành danh ở Hollywood là Nicole Kidman và Thandie Newton, cũng trong năm đó cô tham gia đóng series phim truyền hình "Brides of Christ" và "Home and Away". 
Hầu như trong suốt giai đoạn này Naomi chỉ tham gia đóng phim truyền hình và một số phim hạng B như: "Children of the Corn IV: The Gathering", "Bermuda Triangle",...
Để có được những vai diễn có chất lượng ở Hollywood, Naomi Watts đã phải trải qua rất nhiều khó khăn trong giai đoạn khởi nghiệp. Năm 1993, Watts chuyển hướng sang thị trường Mỹ với bộ phim hài "Matinee", "Tank Girl" (1995). Dần dần, Watts đã nhận được những vai diễn tốt hơn như trong phim "Dangerous Beauty" (1998).

### Bước đột phá 2001–2004
Năm 2001 đạo diễn David Lynch tìm diễn viên nữ chính cho bộ phim Mulholland Drive, sau một cuộc trò chuyện với Naomi, David quyết định trao vai diễn chính cho cô mà không cần thử vai. Trong phim, cô vào vai nhân vật Betty Elms/Diane Selwyn - một cô gái đang trên đường tìm danh vọng ở Hollywood nhưng chỉ nhận được một kết cục bi thảm. Khác với kết cục của nhân vật trong phim, Naomi đã gây ấn tượng mạnh và trở thành ngôi sao mới của Hollywood. Đạo diễn David Lynch đã miêu tả về Naomi là "cực kì tài năng, thông minh, có một tâm hồn đẹp". Bộ phim lần đầu được công chiếu tại LHP Cannes năm 2001 và nhận được nhiều đánh giá tích cực. Sau đó cô đã giành được giải thưởng của Hiệp hội Phê bình Điện ảnh Quốc gia cho Nữ diễn viên chính xuất sắc nhất, diễn xuất tạo đột phá của năm và nhiều giải thưởng khác.
Năm 2002, cô tham gia vào một trong những bộ phim dẫn đầu doanh thu phòng vé của năm đó The Ring, được làm lại từ một phim kinh dị nổi tiếng của Nhật "Ringu", tổng doanh thu bộ phim đạt ~249 triệu USD - là một trong những phim kinh dị thành công nhất mọi thời đại. Những năm tiếp theo, cô tham gia vào phim "Ned Kelly" đóng chung với Heath Ledger, Orlando Bloom, Geoffrey Rush và phim "Le Divorce" đóng cùng Kate Hudson.
Năm 2003, cô đóng phim 21 Grams cùng với nam tài tử Sean Penn và Benicio del Toro, bộ phim đã giúp cô giành được đề cử giải Oscar cho hạng mục nữ diễn viên chính xuất sắc nhất.
Ngoài diễn xuất, Naomi Watts còn tham gia sản xuất một bộ phim khá thành công là "We Don't Live Here Anymore". Cô còn tái ngộ với diễn viên Sean Penn và Don Cheadle trong phim "The Assassination of Richard Nixon", đóng chung với Jude Law và Dustin Hoffman trong phim "I Heart Huckabees" của đạo diễn David O. Russell,...

### Từ 2005–nay
Trong năm 2005, Watts đóng vai chính và hợp tác sản xuất với đạo diễn Scott Coffey trong bộ phim "Ellie Parker", miêu tả cuộc đấu tranh của một nữ diễn viên Úc ở Hollywood, nhà phê bình phim Roger Ebert khen ngợi diễn xuất của cô trong phim: "Nhân vật được diễn tả bởi Watts với lòng cam đảm, không hề sợ hãi, vượt qua sự mong đợi,...".
Watts trở lại với vai diễn chính trong phần tiếp theo của The Ring - The Ring Two. Phần 2 của phim không thành công như phần 1 nhưng vẫn thu về 161 triệu USD trên toàn thế giới.
Sau đó cô tham gia vai chính trong bộ phim King Kong (2005), bộ phim kể về người đẹp và ác thú. Vai diễn này, trước đó đã dường như trở thành bất tử bởi diễn xuất tuyệt vời của Fay Wray thì nay lại trở thành bộ phim thương mại thành công nhất mà Watts từng tham gia. Được đạo diễn Peter Jackson dẫn dắt, bộ phim đã được đánh giá rất cao và thu về tới 550 triệu đô trên toàn thế giới.
Watts tiếp tục với vai chính trong bộ phim "The Painted Veil" đóng chung với Edward Norton và Liev Schreiber, ra mắt tháng 12 năm 2006. Sau đó cô còn hoàn thành các phim "Funny Games" (được làm lại từ một bộ phim của Úc) và nhiều bộ phim khác,...
Giới truyền thông đã gọi Naomi Watts là "nữ hoàng của những bộ phim tái sản xuất" bởi nhiều phim cô tham gia đều là những phim được làm lại và sắp tới sẽ là một bộ phim tái sản xuất khác của Alfred Hitchcock, "The Birds" (1963).

## Cuộc sống riêng

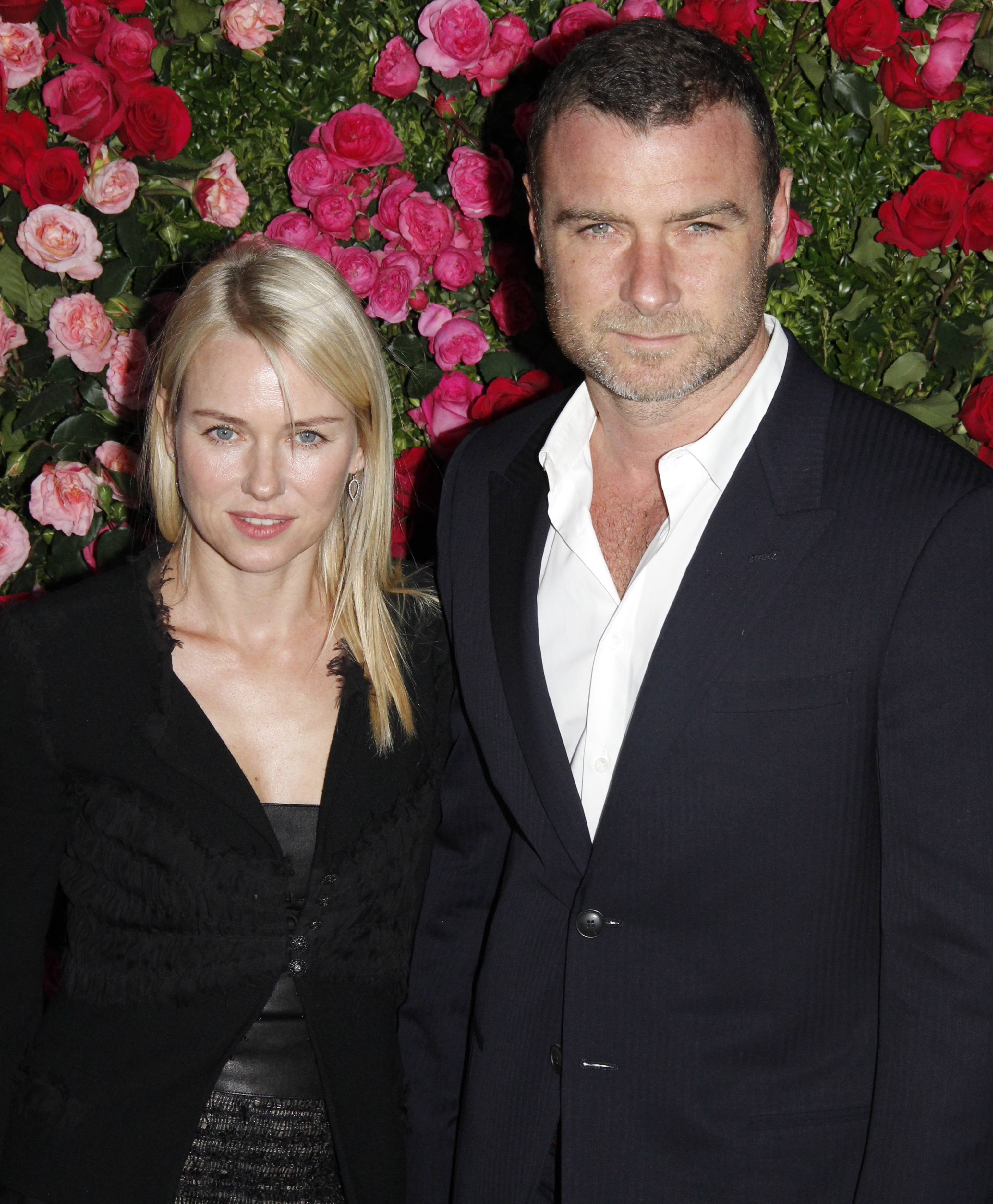
Naomi Watts và chồng Liev Schreiber.

Watts đã từng hẹn hò với đạo diễn Stephen Hopkins trong năm 1990 và nam diễn viên Heath Ledger - bạn diễn của cô trong phim "Ned Kelly" từ tháng 8-2002, mối quan hệ này đã chấm dứt vào tháng 5-2004. Năm 2005, Watts đã công khai mối quan hệ của mình với nam diễn viên Liev Schreiber, họ đóng chung với nhau trong phim "The Painted Veil", cặp đôi này đã đính hôn và có hai con với nhau nhưng họ vẫn chưa tổ chức hôn lễ chính thức. Tại lễ trao giải Tony ngày 11/6/2007, Liev Schreiber đã nói "Chúng tôi đã là vợ chồng, các bạn là những người đầu tiên được biết tin này" nhưng sau đó họ nói đó chỉ là lời đùa cợt. Con trai đầu của họ - bé Alexander Pete, sinh năm 2007 tại Los Angeles và con trai thứ 2 - Samuel sinh năm 2008 tại New York.
Sau khi quay phim "The Painted Veil", cô đã chuyển sang đạo Phật và tuyên bố "Tôi có niềm tin nhưng tôi không hoàn toàn là một tín đồ của đạo Phật hay của bất kỳ một đạo giáo nào. Khi có niềm tin thì bạn sẽ có thêm nhiều phấn khích và năng lượng cho cuộc sống". Naomi Watts vẫn giữ thói quen sống vừa phải, không ầm ĩ như một số ngôi sao khác.
Năm 2002, cô nằm trong danh sách 50 phụ nữ đẹp nhất do tạp chí People Magazine's bình chọn.
* Một số thông tin khác:
- Naomi Watts là người ăn chay.
- Anh trai - Ben Watts là một nhiếp ảnh gia nổi tiếng.
- Ca sĩ, ban nhạc yêu thích: Fiona Apple, Coldplay, Björk, Cat Stevens, Pink Floyd.
- Diễn viên yêu thích: Meryl Streep, Julianne Moore và Jodie Foster.
- Môn thể thao yêu thích: bóng đá, quyền Anh, tennis.

### Từ thiện
Năm 2006, Naomi Watts được chọn làm đại sứ đặc biệt của LHQ về chương trình phòng chống HIV/AIDS, giúp nâng cao nhận thức về các vấn đề liên quan đến AIDS. Cô tham gia nhiều hoạt động, sự kiện, các chiến dịch để gây quỹ hàng năm.
Năm 2011, cô tham dự một trận đấu polo từ thiện ở thành phố New York cùng với các diễn viên người Úc Hugh Jackman và Isla Fisher để quyên góp tiền giúp đỡ các nạn nhân của trận động đất tại Haiti năm 2010.

## Danh sách phim
| Năm  | Phim                                   | Vai diễn                  | Ghi chú |
| ---- | -------------------------------------- | ------------------------- | --- |
| 1986 | For Love Alone                         | Leo's Girlfriend          | Phim khởi nghiệp |
| 1990 | Hey Dad..!                             | Belinda Lawrence          | Phim truyền hình (2 phần) |
| 1991 | Flirting                               | Janet Odgers              | |
| 1991 | Home and Away                          | Julie Gibson              | Phim truyền hình (4 phần) |
| 1991 | Brides of Christ                       | Frances Heffernan         | Phim truyền hình (3 phần) |
| 1993 | Wide Sargasso                          | Fanny Grey                | |
| 1993 | Matinee                                | Shopping Cart Starlet     | |
| 1993 | Gross Misconduct                       | Jennifer Carter           | |
| 1993 | The Custodian                          | Louise                    | |
| 1995 | Tank Girl                              | Jet Girl                  | |
| 1996 | Children of the Corn IV: The Gathering | Grace Rhodes              | |
| 1996 | Persons Unknown                        | Molly                     | |
| 1996 | Bermuda Triangle                       | Amanda                    | Phim truyền hình |
| 1996 | Timepiece                              | Mary Chandler             | Phim truyền hình |
| 1997 | Under the Lighthouse Dancing           | Louise                    | |
| 1998 | A House Divided                        | Amanda                    | Phim ngắn |
| 1998 | Dangerous Beauty                       | Guila De Lezze            | |
| 1998 | Sleepwalkers (TV series)               | Kate Russell              | Phim truyền hình (9 phần) |
| 1998 | Babe: Pig in the City                  | voice actor               | |
| 1998 | The Christmas Wish                     | Renee                     | Phim truyền hình |
| 1999 | The Hunt for the Unicorn Killer        | Holly Maddux              | Phim truyền hình |
| 1999 | Strange Planet                         | Alice                     | |
| 2000 | The Wyvern Mystery                     | Alice Fairfield           | Phim truyền hình |
| 2001 | Never Date an Actress                  | The shallow girlfriend    | Phim ngắn |
| 2001 | Ellie Parker                           | Ellie Parker              | producer (nhà sản xuất) - phim ngắn |
| 2001 | Down                                   | Jennifer Evans            | "The Shaft" ở Mỹ. |
| 2001 | Mulholland Drive                       | Betty Elms/Diane Selwyn   | Chicago Film Critics Association Award for Best Actress: nữ diễn viên chính xuất sắc nhất Outfest – Screen Idol Award for Best Performance by an Actress in a Leading Role: nữ diễn viên chính xuất sắc nhất National Board of Review for Best Breakthrough Performance by an Actress: nữ diễn viên trình diễn đột phá National Society of Film Critics Award for Best Actress: nữ diễn viên chính xuất sắc nhất Online Film Critics Society Award for Best Breakthrough Performance: nữ diễn viên trình diễn đột phá Online Film Critics Society Award for Best Actress: nữ diễn viên chính xuất sắc nhất Village Voice Film Poll – Best Lead Performance: diễn viên chính xuất sắc nhất Đề cử – American Film Institute Awards for Best Actress: nữ diễn viên chính xuất sắc nhất Đề cử - Saturn Award for Best Actress: nữ diễn viên chính xuất sắc nhất                               |
| 2002 | Rabbits                                | Suzie                     | |
| 2002 | The Ring                               | Rachel Keller             | Saturn Award for Best Actress: giải thưởng cho nữ diễn viên chính xuất sắc nhất |
| 2002 | Undertaking Betty                      | Meredith                  | Tên khác: "Plots with a View" |
| 2002 | The Outsider                           | Rebecca Yoder             | Phim truyền hình |
| 2003 | Ned Kelly                              | Julia Cook                | |
| 2003 | Le Divorce                             | Roxeanne de Persand       | Venice Film Festival – Wella Prize also for 21 Grams |
| 2003 | 21 Grams                               | Cristina Peck             | Independent Spirit Awards: giải thưởng độc đáo Los Angeles Film Critics Association Award for Best Actress: nữ diễn viên chính xuất sắc nhất Online Film Critics Society Award for Best Actress: nữ diễn viên chính xuất sắc nhất Venice Film Festival: giải thưởng khán giả Venice Film Festival – giải thưởng Wella Prize Đề cử - Academy Award for Best Actress: giải Oscar cho Nữ diễn viên chính xuất sắc nhất Đề cử - BAFTA Award for Best Actress in a Leading Role: nữ diễn viên chính xuất sắc nhất Đề cử - Broadcast Film Critics Association Award for Best Actress: nữ diễn viên chính xuất sắc nhất Đề cử - Chicago Film Critics Association Award for Best Actress: nữ diễn viên xuất sắc nhất Satellite Award for Best Actress: nữ diễn viên xuất sắc nhất – phim tâm lý Đề cử - Screen Actors Guild Award for Outstanding Performance by a Female Actor in a Leading Role |
| 2004 | We Don't Live Here Anymore             | Edith Evans               | producer (nhà sản xuất) |
| 2004 | I Heart Huckabees                      | Dawn Campbell             | |
| 2004 | The Assassination of Richard Nixon     | Marie Andersen Bicke      | |
| 2005 | The Ring Two                           | Rachel Keller             | Đề cử Giải Sự lựa chọn của Giới trẻ |
| 2005 | Stay                                   | Lila Culpepper            | |
| 2005 | Ellie Parker                           | Ellie Parker              | producer (nhà sản xuất) |
| 2005 | King Kong                              | Ann Darrow                | International Cinephile Society Award for Best Actress: nữ diễn viên xuất sắc nhất London Film Critics Circle Award for Best Actress: nữ diễn viên xuất sắc nhất Saturn Award for Best Actress: nữ diễn viên xuất sắc nhất Đề cử – Australian Film Institute International Award for Best Actress: nữ diễn viên xuất sắc nhất Đề cử – Chicago Film Critics Association Award for Best Actress: nữ diễn viên xuất sắc nhất Đề cử – Online Film Critics Society Award for Best Actress: nữ diễn viên xuất sắc nhất. |
| 2006 | Inland Empire                          | Suzie Rabbit              | (Voice) |
| 2006 | The Painted Veil                       | Kitty Fane                | (post-production) (co-producer): đồng sản xuất |
| 2007 | Eastern Promises                       | Anna Khitrova             | Đề cử – Saturn Award for Best Actress: giải thưởng cho nữ diễn viên xuất sắc nhất |
| 2008 | Funny Games                            | Ann Farber                | Đề cử – Fangoria Chainsaw Award for Best Actress: giải thưởng cho nữ diễn viên xuất sắc nhất |
| 2009 | The International                      | Eleanor Whitman           | |
| 2010 | Mother and Child                       | Elizabeth Joyce           | Đề cử – Australian Film Institute International Award for Best Actress: giải thưởng cho nữ diễn viên xuất sắc nhất Đề cử – Independent Spirit Award for Best Supporting Female: giải thưởng cho nữ diễn viên phụ xuất sắc nhất |
| 2010 | You Will Meet a Tall Dark Stranger     | Sally                     | |
| 2010 | Fair Game                              | Valerie Plame             | Đề cử – Satellite Award for Best Actress: giải thưởng cho nữ diễn viên xuất sắc nhất – phim tâm lý |
| 2011 | Dream House                            | Ann Patterson             | |
| 2011 | J. Edgar                               | Helen Gandy               | |
| 2012 | Movie 43                               |                           | đang hoàn thành |
| 2012 | The Impossible                         | Dr. Maria Belon           | đang làm |
| 2013 | Diana                                  | Diana, Vương phi xứ Wales | đang làm |
| 2013 | Adoration                              | Lil                       | Đoạt giải - Giải Film Critics Circle of Australia: Nữ diễn viên xuất sắc nhất |

## Đề cử và giải thưởng
Tính đến tháng 7 năm 2012, Naomi Watts có 56 lần được đề cử giải thưởng và 28 lần đoạt các giải thưởng điện ảnh sau:
| Năm  | Giải thưởng                                             | Hạng mục                                                                        | Phim                  | Kết quả   |
| ---- | ------------------------------------------------------- | ------------------------------------------------------------------------------- | --------------------- | --------- |
| 2002 | AFI Film Award, USA                                     | AFI Actor of the Year - Female - Movies: Diễn viên nữ của năm                   | Mulholland Drive      | Đề cử     |
| 2004 | Academy Awards, USA                                     | Giải Oscar - Best Actress in a Leading Role: Diễn viên chính xuất sắc nhất      | 21 Grams              | Đề cử     |
| 2008 | Academy of Science Fiction, Fantasy & Horror Films, USA | Giải Saturn - Best Actress: Nữ diễn viên chính xuất sắc nhất                    | Eastern Promises      | Đề cử     |
| 2006 | Academy of Science Fiction, Fantasy & Horror Films, USA | Giải Saturn - Best Actress: Nữ diễn viên chính xuất sắc nhất                    | King Kong             | Đoạt giải |
| 2003 | Academy of Science Fiction, Fantasy & Horror Films, USA | Giải Saturn - Best Actress: Nữ diễn viên chính xuất sắc nhất                    | The Ring              | Đoạt giải |
| 2002 | Academy of Science Fiction, Fantasy & Horror Films, USA | Giải Saturn - Best Actress: Nữ diễn viên chính xuất sắc nhất                    | Mulholland Drive      | Đề cử     |
| 2010 | Australian Film Institute                               | Best Actress: Nữ diễn viên chính xuất sắc nhất                                  | Mother and Child      | Đề cử     |
| 2006 | Australian Film Institute                               | Best Actress: Nữ diễn viên chính xuất sắc nhất                                  | King Kong             | Đề cử     |
| 2000 | Australian Film Institute                               | Global Achievement Award                                                        |                       | Đoạt giải |
| 2004 | BAFTA Film Award                                        | Best Performance by an Actress in a Leading Role                                | 21 Grams              | Đề cử     |
| 2003 | Boston Society of Film Critics Awards                   | Best Actress: Nữ diễn viên chính xuất sắc nhất                                  | 21 Grams              | Giải nhì  |
| 2001 | Boston Society of Film Critics Awards                   | Best Actress: Nữ diễn viên chính xuất sắc nhất                                  | Mulholland Drive      | Giải nhì  |
| 2004 | Broadcast Film Critics Association Awards               | Giải thưởng của hội phê bình - Best Actress: Nữ diễn viên chính xuất sắc nhất   | 21 Grams              | Đề cử     |
| 2006 | Chicago Film Critics Association Awards                 | Best Actress: Nữ diễn viên chính xuất sắc nhất                                  | King Kong             | Đề cử     |
| 2004 | Chicago Film Critics Association Awards                 | Best Actress: Nữ diễn viên chính xuất sắc nhất                                  | 21 Grams              | Đề cử     |
| 2002 | Chicago Film Critics Association Awards                 | Best Actress: Nữ diễn viên chính xuất sắc nhất                                  | Mulholland Drive      | Đoạt giải |
| 2002 | Chlotrudis Awards                                       | Best Actress: Nữ diễn viên chính xuất sắc nhất                                  | Mulholland Drive      | Đoạt giải |
| 2004 | Dallas-Fort Worth Film Critics Association Awards       | Best Actress: Nữ diễn viên chính xuất sắc nhất                                  | 21 Grams              | Đề cử     |
| 2006 | Empire Awards, UK                                       | Best Actress: Nữ diễn viên chính xuất sắc nhất                                  | King Kong             | Đề cử     |
| 2009 | Fangoria Chainsaw Awards                                | Best Actress: Nữ diễn viên chính xuất sắc nhất                                  | Funny Games           | Giải nhì  |
| 2003 | Fangoria Chainsaw Awards                                | Best Actress: Nữ diễn viên chính xuất sắc nhất                                  | The Ring              | Đoạt giải |
| 2004 | Florida Film Critics Circle Awards                      | Best Actress: Nữ diễn viên chính xuất sắc nhất                                  | 21 Grams              | Đoạt giải |
| 2009 | Giffoni Film Festival                                   | Giffoni Award                                                                   |                       | Đoạt giải |
| 2002 | Hollywood Film Festival                                 | Breakthrough Acting: Diễn xuất tạo đột phá                                      |                       | Đoạt giải |
| 2011 | Independent Spirit Awards                               | Best Supporting Female: Nữ diễn viên phụ xuất sắc nhất                          | Mother and Child      | Đề cử     |
| 2004 | Special Distinction Award                               |                                                                                 | 21 Grams              | Đoạt giải |
| 2002 | L.A. Outfest                                            | Giải Screen Idol - Best Actress: Nữ diễn viên chính xuất sắc nhất               | Mulholland Drive      | Đoạt giải |
| 2002 | Las Vegas Film Critics Society Awards                   | Giải Sierra - Best Actress: Nữ diễn viên chính xuất sắc nhất                    | Mulholland Drive      | Đoạt giải |
| 2006 | London Critics Circle Film Awards                       | Best Actress: Nữ diễn viên của năm                                              | King Kong             | Đoạt giải |
| 2004 | Los Angeles Film Critics Association Awards             | Best Actress: Diễn viên chính xuất sắc nhất                                     | 21 Grams              | Đoạt giải |
| 2001 | Los Angeles Film Critics Association Awards             | Best Actress: Diễn viên chính xuất sắc nhất                                     | Mulholland Drive      | Giải nhì  |
| 2001 | National Board of Review, USA                           | Best Actress: Diễn xuất tạo đột phá - Nữ                                        | Mulholland Drive      | Đoạt giải |
| 2001 | National Society of Film Critics Awards, USA            | Best Actress: Diễn viên chính xuất sắc nhất                                     | 21 Grams              | Giải ba   |
| 2004 | National Society of Film Critics Awards, USA            | Best Actress: Diễn viên chính xuất sắc nhất                                     | Mulholland Drive      | Đoạt giải |
| 2002 | New York Film Critics Circle Awards                     | Best Actress: Diễn viên chính xuất sắc nhất                                     | 21 Grams              | Giải nhì  |
| 2003 | New York Film Critics Circle Awards                     | Best Actress: Diễn viên chính xuất sắc nhất                                     | Mulholland Drive      | Giải nhì  |
| 2001 | Online Film Critics Society Awards                      | Best Actress: Nữ diễn viên chính xuất sắc nhất                                  | King Kong             | Đề cử     |
| 2006 | Online Film Critics Society Awards                      | Best Actress: Nữ diễn viên chính xuất sắc nhất                                  | 21 Grams              | Đoạt giải |
| 2004 | Online Film Critics Society Awards                      | Best Actress: Nữ diễn viên chính xuất sắc nhất                                  | Mulholland Drive      | Đoạt giải |
| 2002 | Palm Springs International Film Festival                | Desert Palm Achievement Award                                                   | 21 Grams              | Đoạt giải |
| 2004 | Phoenix Film Critics Society Awards                     | Best Actress: Diễn xuất hòa hợp nhất                                            | 21 Grams              | Đoạt giải |
| 2004 | San Diego Film Critics Society Awards                   | Best Actress: Diễn viên chính xuất sắc nhất                                     | 21 Grams              | Đoạt giải |
| 2001 | San Diego Film Critics Society Awards                   | Best Actress: Diễn viên chính xuất sắc nhất                                     | Mulholland Drive      | Đoạt giải |
| 2006 | Santa Barbara International Film Festival               | Giải Montecito                                                                  |                       | Đoạt giải |
| 2010 | Satellite Awards                                        | Best Actress in a Motion Picture, Drama                                         | Fair Game             | Đề cử     |
| 2004 | Golden Satellite Award                                  | Best Performance by an Actress in a Motion Picture, Drama                       | 21 Grams              | Đề cử     |
| 2004 | Screen Actors Guild Awards                              | Outstanding Performance by a Female Actor in a Leading Role                     | 21 Grams              | Đề cử     |
| 2005 | Seattle International Film Festival                     | New American Cinema Award - Honorable Mention: Giải thưởng điện ảnh Mỹ          | Ellie Parker          | Đoạt giải |
| 2002 | ShoWest Convention, USA                                 | Female Star of Tomorrow: Nữ ngôi sao của tương lai                              |                       | Đoạt giải |
| 2003 | Southeastern Film Critics Association Awards            | Best Actress: Diễn viên chính xuất sắc nhất                                     | 21 Grams              | Đoạt giải |
| 2006 | Glamour Awards                                          | Giải Glamour - Film Actress: Nữ diễn viên phim                                  |                       | Đoạt giải |
| 2005 | Teen Choice Awards                                      | Choice Movie Scream Scene: Sự lựa chọn của giới trẻ                             | The Ring Two          | Đề cử     |
| 2008 | Vancouver Film Critics Circle                           | Best Actress in a Canadian Film: Nữ diễn viên chính xuất sắc nhất - phim Canada | Eastern Promises      | Đề cử     |
| 2006 | Vancouver Film Critics Circle                           | Best Actress: Nữ diễn viên chính xuất sắc nhất                                  | King Kong             | Đề cử     |
| 2003 | Venice Film Festival, Audience Award                    | Best Actress: Nữ diễn viên chính xuất sắc nhất                                  | 21 Grams              | Đề cử     |
| 2003 | Venice Film Festival, Wella Prize                       | Best Actress: Diễn viên chính xuất sắc nhất                                     | 21 Grams, Le divorce. | Đoạt giải |
| 2013 | Film Critics Circle of Australia Awards                 | Best Actress: Nữ diễn viên xuất sắc nhất                                        | Adoration             | Đoạt giải |